# Holandsvika
Holandsvika est une localité du comté de Nordland, en Norvège.

## Géographie
Administrativement, Holandsvika fait partie de la kommune de Vefsn.